# Niedersachsenlied
Das Niedersachsenlied, oder auch Das Lied der Niedersachsen, wird häufig als inoffizielle Hymne des Landes Niedersachsen angesehen. Verfasst und komponiert wurde es vermutlich um 1926 von Hermann Grote.

## Text
| 1. Von der Weser bis zur Elbe, Von dem Harz bis an das Meer Stehen Niedersachsens Söhne, Eine feste Burg und Wehr Fest wie unsre Eichen halten alle Zeit wir stand, Wenn Stürme brausen Übers deutsche Vaterland. Wir sind die Niedersachsen, Sturmfest und erdverwachsen, Heil Herzog Widukinds Stamm! Wir sind die Niedersachsen, Sturmfest und erdverwachsen, Heil Herzog Widukinds Stamm! 2. Wo fiel’n die römischen Schergen? Wo versank die welsche Brut? In Niedersachsens Bergen, An Niedersachsens Wut Wer warf den römischen Adler Nieder in den Sand? Wer hielt die Freiheit hoch Im deutschen Vaterland? Das war’n die Niedersachsen, Sturmfest und erdverwachsen, Heil Herzog Widukinds Stamm! Das war’n die Niedersachsen, Sturmfest und erdverwachsen, Heil Herzog Widukinds Stamm! | 3. Auf blühend roter Heide Starben einst vieltausend Mann Für Niedersachsens Treue Traf sie des Franken Bann. Viel tausend Brüder fielen Von des Henkers Hand. Viele tausend Brüder Für ihr Niedersachsenland. Das war’n die Niedersachsen, Sturmfest und erdverwachsen, Heil Herzog Widukinds Stamm! Das war’n die Niedersachsen, Sturmfest und erdverwachsen, Heil Herzog Widukinds Stamm! 4. Aus der Väter Blut und Wunden Wächst der Söhne Heldenmut. Niedersachsen soll’s bekunden: Für die Freiheit Gut und Blut. Fest wie unsre Eichen halten Allezeit wir stand, Wenn Stürme brausen Übers deutsche Vaterland. Wir sind die Niedersachsen, Sturmfest und erdverwachsen, Heil Herzog Widukinds Stamm! Wir sind die Niedersachsen, Sturmfest und erdverwachsen, Heil Herzog Widukinds Stamm! |

## Funktion des Liedes
Das Niedersachsenlied hat keine offizielle Funktion. Es sollte den Bewohnern des im Lied umgrenzten Gebietes Niedersachsen, das mit dem heutigen Bundesland nicht deckungsgleich ist, als Hymne dienen und zu einem „Niedersachsen-Bewusstsein“ führen, indem es die Geschichte des Landes sowie seine Bewohner beschreibt. Das heute bestehende Land Niedersachsen entstand durch Vereinigung der Länder Hannover, Braunschweig, Oldenburg und Schaumburg-Lippe.
In der Funktion als Hymne hat bereits Hinrich Wilhelm Kopf (SPD), der erste Ministerpräsident Niedersachsens, das Lied benutzt: Kopf bereiste sein neues Land, sprach mit den Leuten, hoch- und plattdeutsch, trank mit ihnen und griff gelegentlich zum Skatblatt. Er sang mit ihnen das Niedersachsenlied und übte mit denen, die es nicht konnten, so lange, bis sie es konnten.
Als inoffizielles Regionallied genießt das Niedersachsenlied nicht den Schutz von § 90a StGB bzgl. der Verunglimpfung des Staates und seiner Symbole.

## Gesangssituationen und Zitate

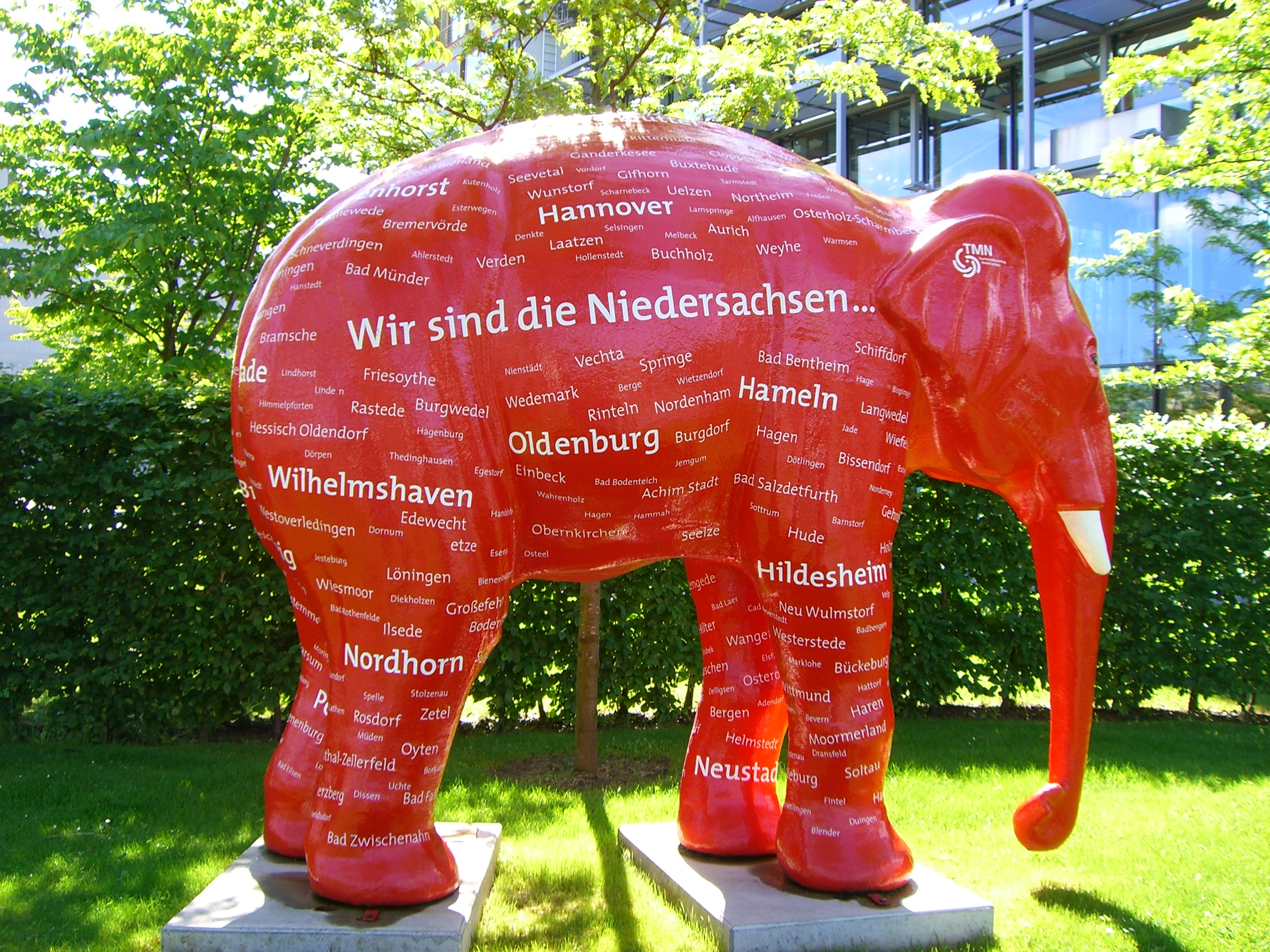
Spruch Wir sind die Niedersachsen… auf der Skulptur des Roten Elefanten bei der Niedersächsischen Landesvertretung in Berlin

Das Niedersachsenlied wird von den Mitgliedern und Fans von niedersächsischen Sportvereinen, insbesondere Schützenvereinen, von den Studentenverbindungen an den Hochschulen Niedersachsens, insbesondere der Landsmannschaft Niedersachsen Hannover zur Eröffnung des Schützenfestes, von Mitgliedern der Freiwilligen Feuerwehren, bei politischen Veranstaltungen, auf Landesparteitagen, von den Verbänden der CDU und der Jungen Union, auf den Landeskongressen der Jungen Liberalen Niedersachsen (Junge Liberale), der NPD und den Besatzungsmitgliedern der Fregatte Niedersachsen gesungen. International sangen im Juli 2010 der damalige Ministerpräsident Niedersachsens, David McAllister (CDU), und der damalige Oberbürgermeister von Hannover, Stephan Weil (SPD), in Shanghai gemeinsam das Niedersachsenlied. Viele Künstler haben das Lied (im Originaltext) sehr unterschiedlich interpretiert, vom Volksmusik-Sänger Heino über Gruppen wie Jazzkantine und Interpreten aus sehr unterschiedlichen Stilen wie Techno und Pop bis hin zu einer Punk-Version. Im Jahr 2006 schaffte es die Liedversion von Heino auf Platz 35 der Jahres-Hitparade „Das Gelbe vom Ei“ des niedersächsischen Radiosenders ffn, im Jahr 2024 auf Platz 87.
Der Spruch: „Wir sind die Niedersachsen …“ befindet sich auf der Skulptur des roten Elefanten bei der Niedersächsischen Landesvertretung in Berlin.

## Bedeutung des Wortes „Niedersachsen“ im Niedersachsenlied
Das Wort „Niedersachsen“ bezieht sich sowohl auf das im Lied beschriebene Gebiet als auch auf dessen Einwohner.
Grotes Fassung enthält zwei explizite Abgrenzungen und eine implizite Abgrenzung, und zwar die zwischen Römern und Germanen, die zwischen Sachsen und Franken sowie implizit die zwischen Niedersachsen und Westfalen.
In der zweiten Strophe von Grotes Lied wird der Konflikt behandelt, der zur Varusschlacht führte: Unter Führung des Cheruskers Arminius besiegten Stämme, die um die Zeitenwende von den Römern, der „welschen Brut“, zusammenfassend „Germanen“ genannt wurden, die von Publius Quinctilius Varus geführten Legionen der Römer. Bereits dieser Sieg soll laut Grote von „Niedersachsen“ vollbracht worden sein.
Einen zweiten Konflikt beschreibt Grote in der dritten Strophe, und zwar den zwischen Sachsen und Franken, in dem der sächsische Herzog Widukind, dessen Stamm die das Lied singenden Niedersachsen nach Aussagen des Textes angehören, eine zentrale Rolle spielt.
Eine dritte Abgrenzung wird implizit vorgenommen, indem Grote „Niedersachsen“ im Westen an der Weser enden lässt. Zumindest im Süden des Gebiets westlich der Weser leben heute tatsächlich nicht Niedersachsen (d. h. Bewohner des Landes Niedersachsen), sondern Westfalen (d. h. Bewohner des Landes Nordrhein-Westfalen), und auch für Grote sind Westfalen offenbar trotz ihrer Zugehörigkeit zum Stamm Widukinds, den die Franken „einen von den Großen der Westfalen“ nannten, keine „Niedersachsen“.
Grotes Bild von Niedersachsen ist offenbar durch das Welfentum geprägt. Seine Beschreibung der Grenzen Niedersachsens entspricht in etwa der gemeinsamen Außengrenze der Länder Hannover und Braunschweig vor dem Wiener Kongress (1814/1815). Die zum Königreich Hannover gehörenden Gebiete westlich der Hunte waren erst 1815 dem Königreich zugeschlagen worden. Der größte Teil des Südwestens des heutigen Landes Niedersachsen gehörte vor der Säkularisation aller Fürstbistümer in Deutschland zum konfessionell gemischten Hochstift Osnabrück bzw. zum katholischen Hochstift Münster. Die Bewohner dieser Gebiete hatten bis um 1800 eine ausgeprägte westfälische Identität entwickelt, zumal sie in der frühen Neuzeit auch dem Westfälischen Reichskreis und nicht dem Niedersächsischen Reichskreis zugeordnet worden waren. Erst ab 1815 setzte eine „Entwestfalisierung“ der Neu-Hannoveraner östlich und westlich der Ems ein.
In der Weimarer Republik ist der Prozess der Gewinnung einer „niedersächsischen Identität“ der Menschen im Nordwesten so weit fortgeschritten, dass 1920 ein Wahlkreisverband Niedersachsen gebildet wurde, der von seinen Grenzen her in etwa dem heutigen Land Niedersachsen entspricht. Trotz des offiziellen Sprachgebrauchs zur Entstehungszeit des Liedes grenzt Grote den Wahlbezirk Weser-Ems in seinem Lied aus.
Auf einem Festvortrag zum 60. Jahrestag der Gründung des Landes Niedersachsen unterstellt der Vorsitzende der Historischen Kommission für Niedersachsen und Bremen, Thomas Vogtherr, Hermann Grote Absicht: „Grote meinte, als er so dichtete [d.h. als er sein ‚Niedersachsen‘ an der Weser beginnen ließ], eben nur einen Teil des heutigen Niedersachsen, im Wesentlichen die ehemals altwelfischen Gebiete des heute östlichen Landesteils.“ Viele Niedersachsen versuchten „diesen Fehler zu heilen“, indem sie das Lied mit den Worten begännen: „Von der Ems bis an die Elbe“.

## Kritik

### Subjektive Konstruktion eines Stammes der „Niedersachsen“
Grote konstruiert in seinem Lied ein „Niedersachsen“, das es so, wie er es beschreibt, nie gab. So stellt Carl-Hans Hauptmeyer, Geschichts-Professor an der Gottfried Wilhelm Leibniz Universität Hannover, fest:

„Es gibt – wenn – die Friesen und die Alt-Sachsen, die einmal das heutige Niedersachsen besiedelt haben. Das geht aber weit zurück, das ist schon 1500 Jahre her. DIE Niedersachsen kann es insofern nicht geben, weil bereits die alten Sachsen in verschiedene Stammesgebiete zergliedert waren, mit unterschiedlichen Kulturkreisen. Und die Niedersachsen kann es nicht nach 1945 geben, weil nach Kriegsende einfach nichts da war, woran man aus VOR-NS-Zeiten hätte anknüpfen können. Keine gemeinsame Geschichte, keine einheitliche Identität. Niedersachsen hat vorher schlicht nicht existiert. Das heutige Bundesland – übrigens das einzige sowohl mit einer Meeresküste, an der Nordsee, als auch mit einem Mittelgebirge, dem Harz, es ist ein Kunstprodukt; erschaffen von der einstigen Besatzungsmacht in Norddeutschland, den Briten.“

Damit widerspricht Hauptmeyer ausdrücklich einer Behauptung, die der damalige Ministerpräsident Hinrich Wilhelm Kopf am 9. Dezember 1946 vor dem Niedersächsischen Landtag aufgestellt hatte:

„Das Land ist kein künstliches Gebilde, sondern durch die Stammesart seiner Bewohner, durch seine gleichartige Struktur, Tradition und wirtschaftliche Geschlossenheit ein organisch gewachsenes zusammenhängendes Ganzes.“

Zwischen 1806 (dem Ende des Heiligen Römischen Reichs) und 1946, dem Jahr der Gründung des Landes Niedersachsen, gab es kein existierendes politisches Gebilde namens „Niedersachsen“, wenn man von dem Wahlkreisverband Niedersachsen der Weimarer Republik absieht, der allerdings das Gebiet der Stadt Bremen einschloss. Das spätere Bundesland Niedersachsen kann Grote nicht gemeint haben, da durch die erste Strophe das Gebiet westlich der Weser ausgegrenzt wird. „Herzog Widukinds Stamm“ verweist zudem auf Altsachsen, zu dem auch das Westfalen des historischen Westfälischen Reichskreises gehörte, welcher um 1500 allerdings auch die Friesen an der heute niedersächsischen Küste einbezog. Zum „Niedersächsischen Reichskreis“ der Zeit vor 1806 wiederum wurden auch Holstein und Mecklenburg gerechnet, die nordöstlich der Elbe, also außerhalb des in Strophe 1 beschriebenen Gebietes, liegen. Westlich der Elbe wiederum liegen auch große Teile Sachsen-Anhalts, das nicht zum Bundesland Niedersachsen gehört.
Die Konstruktion eines niedersächsischen Stammes, wie sie im Niedersachsenlied vorgenommen wird, grenzt die Einwohner aus, die seit Gründung des Landes 1946 in Niedersachsen heimisch geworden sind. Bereits der Beginn der niedersächsischen Geschichte als Land ist von der Ankunft und Eingliederung von Flüchtlingen und Heimatvertriebenen gekennzeichnet, die über 30 % der Einwohnerschaft bei der letzten entsprechend aufgeschlüsselten Volkszählung ausmachten. Heute dürfte der Anteil der Einwohner, die familiäre Wurzeln außerhalb Niedersachsens besitzen, weitaus höher sein.
Auch dadurch, dass Ostfriesen, Oldenburger, Emsländer, Grafschafter und Osnabrücker implizit ausgegrenzt werden und die Enklave Bremen ohnehin nicht dazugehört, erscheint es als fraglich, ob das Niedersachsenlied geeignet ist, zu einer Schaffung eines „Niedersachsen-Bewusstseins“ beizutragen, das auch die westlich der Weser lebenden Niedersachsen einbezieht. Deren Gefühl, vom „fernen Hannover“ aus nicht optimal regiert zu werden, wird durch das Lied eher bestätigt. So votierten bei einer Volksabstimmung am 19. Januar 1975 31 Prozent der Abstimmungsberechtigten im ehemaligen Land Oldenburg für die Wiederherstellung dieses Landes.
Laut Strophe 3 fielen im Kampf gegen die Franken „die Niedersachsen“ für „ihr Niedersachsen“. „Niedersachsen“ war also dem Lied zufolge das Stammesland, für das „die Niedersachsen“ zu sterben bereit waren. Angesichts dessen wäre es umso notwendiger gewesen, das Territorium genau abzugrenzen, wo die Franken keinen Einfluss ausüben können sollten (quasi nach dem Motto: „Niedersachsen den Niedersachsen!“).

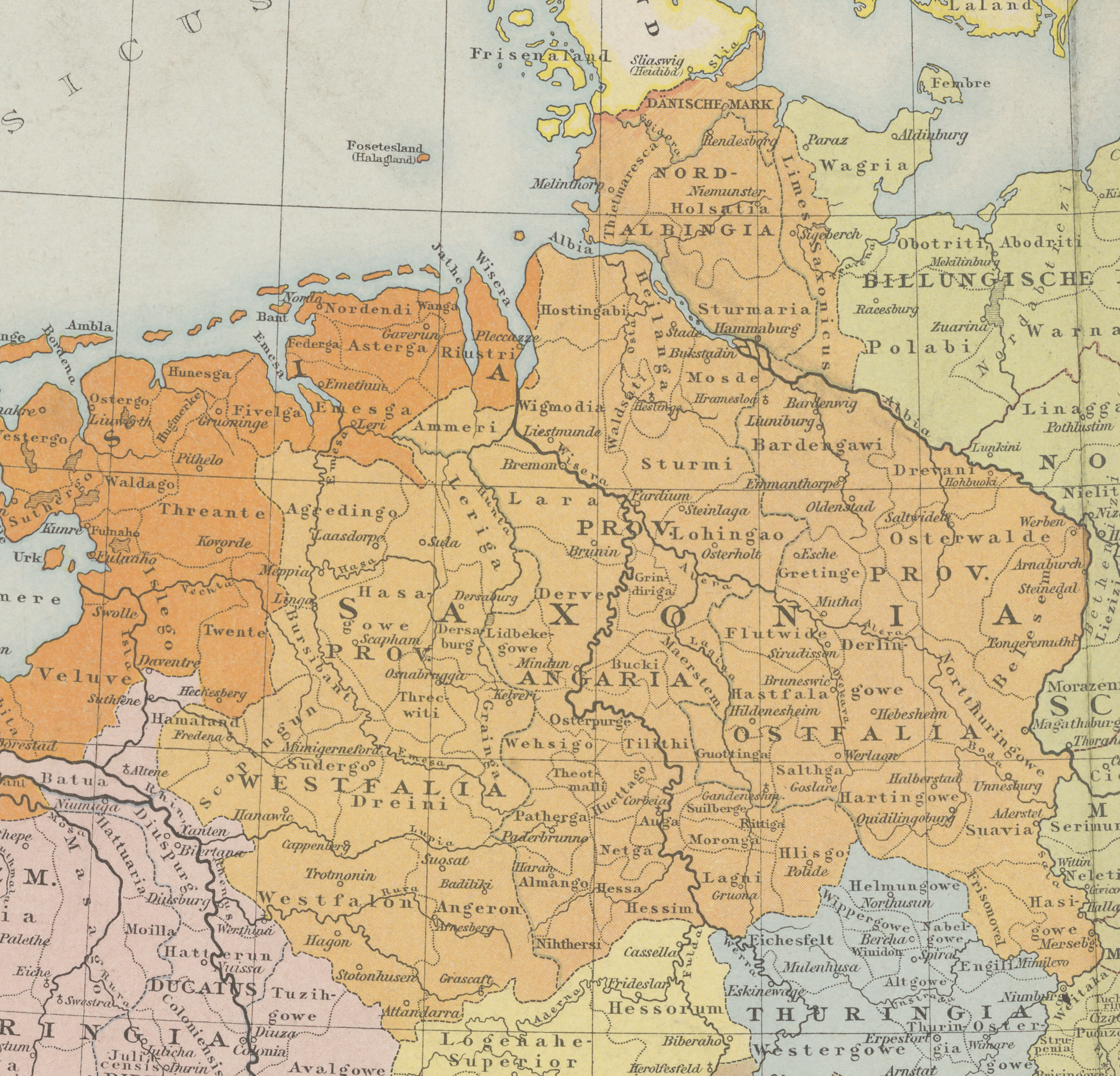
Das Herzogtum Sachsen um 1000
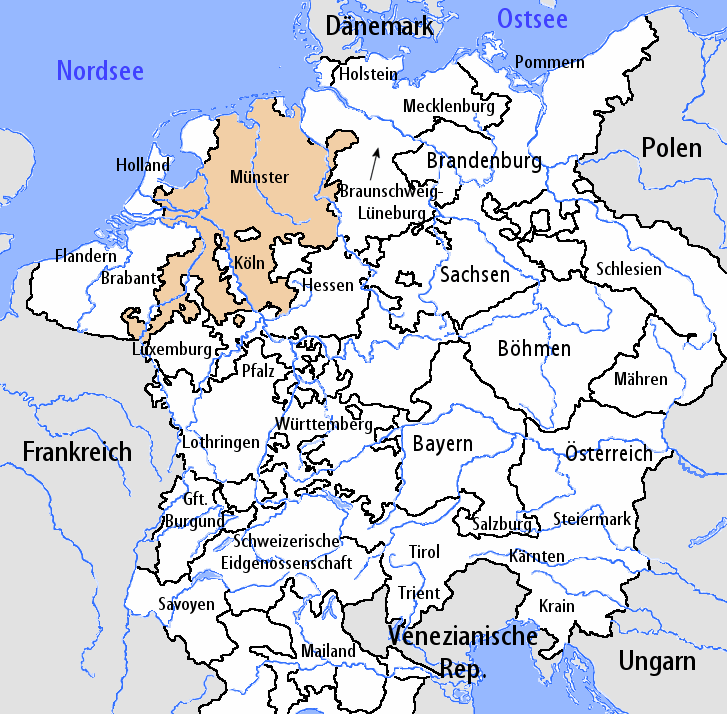
Reichskreise zu Beginn des 16. Jahrhunderts. In Hellbraun der Niederrheinisch-Westfälische Reichskreis
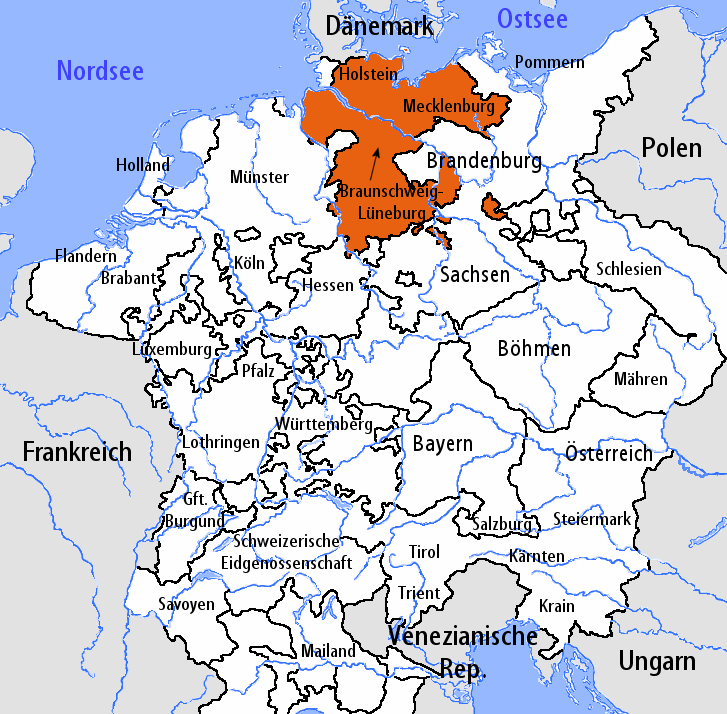
Reichskreise zu Beginn des 16. Jahrhunderts. In Rot der Niedersächsische Reichskreis
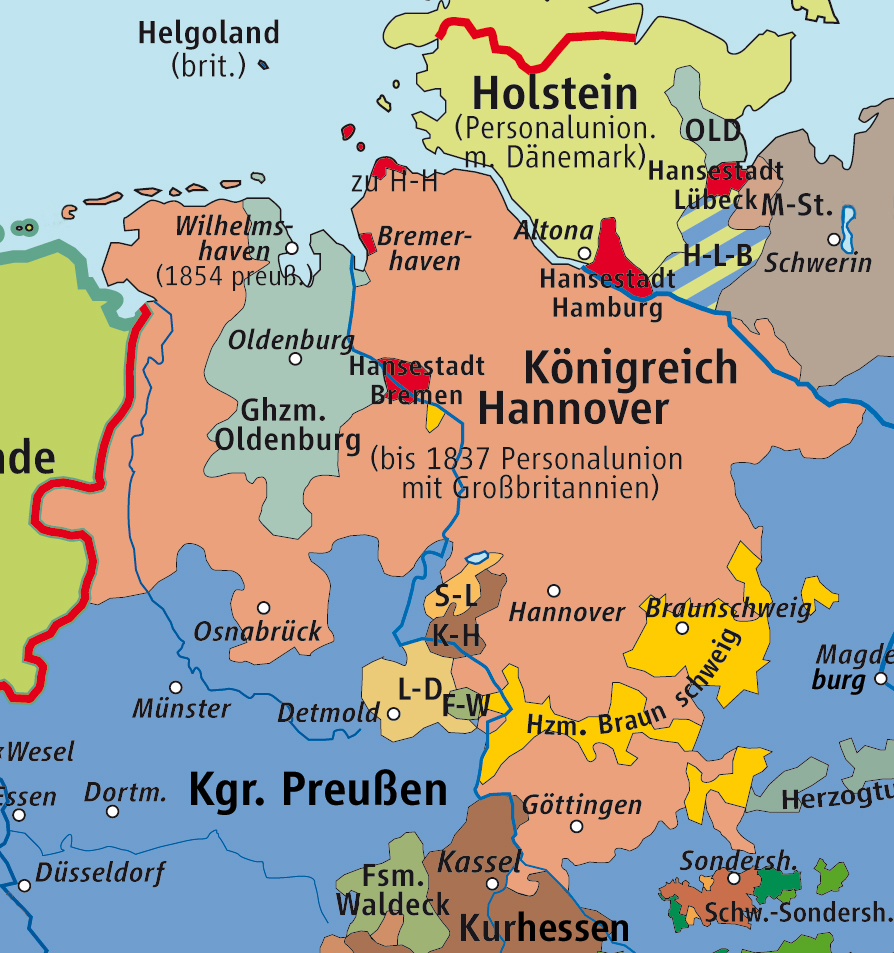
19. Jahrhundert: Königreich Hannover (1815–1866), Herzogtum Braunschweig, Großherzogtum Oldenburg und das Fürstentum Schaumburg-Lippe
Das heutige Land Niedersachsen – seine Landkreise und kreisfreien Städte sowie die Region Hannover

### Politisch inkorrekter Text
Der Klang des Niedersachsenlieds wird manchmal als martialisch, die Geschichtsperspektive aufgrund der völkisch gedeuteten Gegenüberstellung von fremden „welschen“ Römern und Franken und tapferen „deutschen“ Sachsen als überholt empfunden. Die Originalversion wird daher kritisiert, und es sind verschiedene politisch korrekte Textversionen entstanden (→ siehe oben), die jedoch selten aufgeführt und von der Mehrzahl der niedersächsischen Bevölkerung nicht angenommen werden.
Einige Interpreten sind der Ansicht, dass die Wendung: „Eine feste Burg und Wehr“ (Strophe 1, Vers 4) eine Anspielung auf Martin Luthers Lied Ein feste Burg ist unser Gott darstelle, dass Grotes Lied mithin eine anti-katholische Tendenz enthalte. Dies wäre möglicherweise auch eine Erklärung für die Ausgrenzung der katholischen „Neu-Welfen“ im seit 1815 hannoverschen, seit 1866 preußischen Regierungsbezirk Osnabrück.
Während ihrer Zeit als Funkhaus-Direktorin des NDR-Landesfunkhauses in Hannover (1991–1997) setzte die deutsche Fernsehjournalistin und Publizistin Lea Rosh durch, dass das Niedersachsenlied nur noch ohne den von ihr als faschistoid empfundenen Text gespielt wurde.
Tatsächlich war das Lied auch zur Einweihung des Sachsenhains in Verden (Aller) im Jahr 1935 gesungen worden. Bereits 1934 hatte Georg Schnath anlässlich des Niedersachsentags in Verden für die Zeitschrift „Niedersachsen“ einen Text verfasst, durch den Grotes Botschaft an die Ideologie des Nationalsozialismus angepasst wurde:
Wir spüren in diesem Löwen [= in der Heinrich dem Löwen gewidmeten Statue in Braunschweig] jene Kraft, die eine Grundmacht des Dritten Reiches geworden ist und die gerade in unserem Lande immer wieder, wie schon in Armin und Widukint Gestalt gewann: die Kraft der trotzigen Auflehnung gegen artfremde Mächte und der unerschütterlichen Treue zum bluteigenen Deutschtum. […] Armin der Cherusker fiel von der Hand der eigenen Gesippen, Widukint erlahmte im Kampf gegen fränkische Übermacht, Heinrichs des Löwen Werk war verschüttet durch Jahrhunderte hin. Aber die Kräfte, denen sie dienten, haben sich mit der Macht ewigen Erneuerns wieder erhoben. Daß sie sich endgültig wieder zusammenfügen im Bau eines Dritten Reiches ist für uns Niedersachsen aus unserer Geschichte betrachtet das größte und beglückendste Erlebnis unserer Tage.
Nachdem Fans von Hannover 96 während des Abspielens des Niedersachsenlieds beim Gesang des Schlussverses („Heil Herzog Widukinds Stamm!“) mehrmals den rechten Arm zum Hitlergruß erhoben hatten, verzichtete der Fußballverein auf das Abspielen des Liedes.